# North Corbin
North Corbin – jednostka osadnicza w Stanach Zjednoczonych, w stanie Kentucky, w hrabstwie Knox.